# Пішингер (торт)
Пішингер (нім. Pischinger, пол. Piszinger, tort Pischingera) — торт з вафель або облаток (тонкий лист випеченого прісного тіста на зразок вафлі), прошарованих шоколадно-горіховою начинкою, іноді покритий шоколадною глазур'ю. Особливість торта в тому, що він виготовляється із напівфабрикатів і не потребує випічки.
Автором торта вважається віденський кондитер Оскар Пішингер (1863—1919), який створював свої кондитерські вироби у другій половині ХІХ століття. Незабаром після створення торта в 1883 році, він став популярний по всій Австро-Угорській імперії, продавався в кондитерських та ресторанах Праги, Теплиці, Брно, Карлових Вар, Чернівців.
У галицькій кухні відомий під назвою «Андрути» (від пол. andruty, «вафлі»), в Галичині його готують господині для несподіваних гостей.
Після розпаду Австро-Угорщини назва торта на території Чехословаччини, Польщі стала номінальною і використовуватись для позначення солодких вафельних тортів з начинкою.